# Glena turba
Glena turba là một loài bướm đêm trong họ Geometridae.